# 가마쿠라군

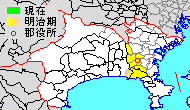
가나가와현 가마쿠라군의 위치

가마쿠라군(鎌倉郡)은 일본 가나가와현(사가미국)에 있던 군이다.

## 군역
1878년 행정 구역으로 발족할 당시의 군역은 아래 구역에 해당한다.
- 가마쿠라시 전역
- 요코하마시
  - 도쓰카구·이즈미구·사카에구 전역
  - 세야구의 대부분
  - 고난구 일부
  - 가나자와구 일부
  - 미나미구 일부
- 후지사와시 일부

위 구역 외에 예전에는 즈시시 전역, 하야마정 북부도 포함되었다. 이들은 나중에 사가미국 미우라군에 편입되었다.

### 인접한 군
행정 구역으로 발족 당시에 인접했던 군은 아래에 해당한다.
- 가나가와현: 고자군, 미나미타마군, 쓰즈키군, 다치바나군, 구라키군, 미우라군

## 역사

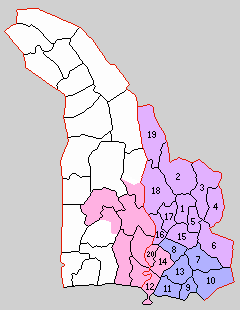
1.도쓰카정 2.나카가와촌 3.가와카미촌 4.나가노촌 5.도요다촌 6.혼고촌 7.오사카촌 8.다마나와촌 9.니시카마쿠라촌 10.히가시카마쿠라촌 11.고시고에쓰촌 12.가와구치촌 13.후카사와촌 14.무라오카촌 15.나가오촌 16.마타노촌 17.후지미촌 18.나카와다촌 19.세야촌 20.후지사와오토미정 (파랑:가마쿠라시 보라:요코하마시 빨강:후지사와시)

- 1889년 4월 1일 - 정촌제 시행으로, 아래의 정촌이 발족.(2정 18촌)
  - 도쓰카정(戸塚町): 현 요코하마시 도쓰카구
  - 나카가와촌(中川村): 현 요코하마시 세야구, 이즈미구, 도쓰카구
  - 가와카미촌(川上村): 현 요코하마시 도쓰카구
  - 나가노촌(永野村): 현 요코하마시 고난구
  - 도요다촌(豊田村): 현 요코하마시 사카에구, 도쓰카구
  - 혼고촌(本郷村): 현 요코하마시 사카에구
  - 오사카촌(小坂村): 현 가마쿠라시
  - 다마나와촌(玉縄村): 현 가마쿠라시
  - 니시카마쿠라촌(西鎌倉村): 현 가마쿠라시
  - 히가시카마쿠라촌(東鎌倉村): 현 가마쿠라시, 현 요코하마시 가나자와구
  - 고시고에쓰촌(腰越津村): 현 가마쿠라시
  - 가와구치촌(川口村): 현 후지사와시
  - 후카사와촌(深沢村): 현 가마쿠라시
  - 무라오카촌(村岡村): 현 후지사와시
  - 나가오촌(長尾村): 현 요코하마시 도쓰카구
  - 마타노촌(俣野村): 현 요코하마시 도쓰카구
  - 후지미촌(富士見村): 현 요코하마시 도쓰카구
  - 나카와다촌(中和田村): 현 요코하마시 이즈미구
  - 세야촌(瀬谷村): 현 요코하마시 세야구
  - 후지사와오토미정(藤沢大富町): 현 후지사와시
- 1894년 7월 7일 - 니시카마쿠라촌과 히가시카마쿠라촌이 합병하여 가마쿠라정(鎌倉町)이 발족.(3정 16촌)
- 1897년 - 가마쿠라정의 일부가 구라키군 무쓰우라쇼촌에 편입.
- 1907년 10월 1일 - 후지사와오토미정이 고자군 후지사와오사카정(현 후지사와시)에 편입.(2정 16촌)
- 1915년 8월 1일 - 나가오촌이 분할되어, 동부가 도요다촌에 편입, 서부는 마타노촌 및 후지미촌과 합병하여 다이쇼촌(大正村)이 발족.(2정 13촌)
- 1931년 1월 1일 - 고시고에쓰촌이 정제 시행과 개칭으로 고시고에정(腰越町)이 됨.(3정 12촌)
- 1933년
  - 2월 11일 - 오사카촌이 정제 시행과 개칭으로 오후나정(大船町)이 됨.(4정 11촌)
  - 4월 1일(5정 9촌)
    - 다마나와촌이 오후나정에 편입됨.
    - 가와구치촌이 정제 시행과 개칭으로 가타세정(片瀬町)이 됨.
- 1936년 10월 1일 - 나가노촌이 요코하마시에 편입. 나카구(中区)의 일부가 됨.(5정 8촌)
- 1939년
  - 4월 1일 - 도쓰카정, 나카가와촌, 가와카미촌, 도요다촌, 혼고촌, 나카와다촌, 세야촌, 다이쇼촌이 요코하마시에 편입. 편입된 구역에 도쓰카구(戸塚区)를 설치.(4정 2촌)
  - 11월 3일 - 가마쿠라정과 고시고에정이 합병하고 시제를 시행하여 가마쿠라시(鎌倉市)가 발족, 군에서 이탈.(2정 2촌)
- 1941년 6월 1일 - 무라오카촌이 후지사와시에 편입.(2정 1촌)
- 1947년 4월 1일 - 가타세정이 후지사와시에 편입.(1정 1촌)
- 1948년
  - 1월 1일 - 후카사와촌이 가마쿠라시에 편입.(1정)
  - 6월 1일 - 오후나정이 가마쿠라시에 편입. 이날 가마쿠라군이 소멸됨.

## 참고 문헌
- 《가도카와 일본 지명 대사전》 편집위원회, 편집. (1984년 6월 1일). 《가도카와 일본 지명 대사전》. 14 가나가와현. 가도카와 쇼텐. ISBN 4040011406.